# Râul Valea Pietrei, Acriș
Râul Valea Pietrei este un curs de apă, afluent al râului Acriș. 

## Hărți
- Harta turistică Munții Ciucaș
- Harta Munții Ciucaș  Arhivat în 30 martie 2010, la Wayback Machine.
- Harta Masivul Ciucaș
- Harta județul Brașov